# Calanthe kinabaluensis
Calanthe kinabaluensis är en orkidéart som beskrevs av Robert Allen Rolfe. Calanthe kinabaluensis ingår i släktet Calanthe och familjen orkidéer. Inga underarter finns listade i Catalogue of Life.